# Пасофорно (Месина)
Пасофорно је насеље у Италији у округу Месина, региону Сицилија.
Према процени из 2011. у насељу је живело 35 становника. Насеље се налази на надморској висини од 246 м.